# John Gordon (duchowny)
John Gordon (ur. 25 lipca 1912 w Clarecastle, zm. 30 stycznia 1981) – irlandzki duchowny rzymskokatolicki, arcybiskup, dyplomata papieski.

## Życiorys
7 marca 1936 otrzymał święcenia prezbiteriatu
10 lutego 1962 papież Jan XXIII mianował go delegatem apostolskim w Tajlandii, Laosie i na Półwyspie Malajskim oraz arcybiskupem tytularnym nicopolitańskim. 24 czerwca 1962 przyjął sakrę biskupią z rąk sekretarza stanu kard. Amleto Giovanniego Cicognaniego. Współkonsekratorami byli arcybiskup tytularny filippiński Leone Giovanni Battista Nigris oraz  biskup pomocniczy dubliński Patrick Joseph Dunne.
27 lutego 1965 został przeniesiony na urząd delegata apostolskiego w Północnej Afryce. Jako ojciec soborowy wziął udział w drugiej i w czwartej sesji soboru watykańskiego II
19 sierpnia 1967 mianowany delegatem apostolskim w Południowej Afryce i pronuncjuszem apostolskim w Lesotho. 11 sierpnia 1971 przeniesiony na urząd pronuncjusza apostolskiego w Indiach. 11 czerwca 1976 mianowany pronuncjuszem apostolskim w Holandii. Odszedł z tego urzędu w listopadzie 1978.